# Mimudea diopsalis
Mimudea diopsalis là một loài bướm đêm trong họ Crambidae.